# Telepati
Telepati (fra græsk τηλε (tēle) = "fjern" og πάθεια (pátheia) af páthos = "følelse, lidelse") henviser til tankeoverføring mellem individer med andre midler end de fem sanser.

## Begrebet
Begrebet "telepati" blev skabt i 1882 af den klassiske filolog Frederic W.H. Myers, en af stifterne af Selskabet for Psykisk Forskning, hvor det skulle erstatte tidligere udtryk som "tankeoverførsel". En person med telepatiske evner siges at være i stand til at læse andres tanker. Sammen med psykokinese udgør telepati vigtige dele af parapsykologisk forskning.
Fænomenet er beskrevet i mange religiøse tekster, og i litteraturen især indenfor science fiction og fantasy.

## Stargate
Under Gulfkrigen anvendte USA en stab af angiveligt synske soldater i et forsøg på at påvirke Saddam Hussein. Lyn Buchanan og David Morehouse deltog gennem en årrække i et ultrahemmeligt forskningsprogram i regi af Defense Intelligence Agency (DIA), hvor efterretningstjenesten prøvede at undervise i synskhed. Oplæringen skete ved Fort Meade 40 km øst for Washington DC. Programmet blev påbegyndt i 1973 som en modreaktion mod russisk forskning på brug af mind control til efterretningsformål. Fra april 1973 foreligger en telepatisk udforskning af planeten Jupiter.
I starten morede amerikanerne sig over rapporter om, hvordan russerne anvendte synske til efterretningsarbejde; men efterhånden tydede rapporterne på en vis succes. Især var russerne optaget af at kunne hypnotisere personer over lange afstande. I 1994 blev det amerikanske program, kaldet Stargate, overført til CIA. De skrinlagde det, fordi de fandt resultaterne mangelfulde. 18 såkaldte remote viewers var blevet oplært. I en omfattende baggrundsartikel 30. november 1995 skrev Washington Post, at amerikanske militærledere og efterretningsofficerer i årene 1985-95 havde bedt de synske soldater om råd 200 gange. Avisen omtalte også en hemmeligholdt CIA-analyse af programmet. David Morehouse, som selv deltog i Stargate, stiller sig tvivlende til, at programmet blev opgivet. Han mente, at resultaterne var for gode. Angiveligt skulle synske soldater være konsulteret om at standse sovjetiske drabsplaner rettet mod præsident Ronald Reagan, og mentalt skal de have strejfet om i hallerne i Kreml.